# Glenys Kinnock, Baroness Kinnock of Holyhead

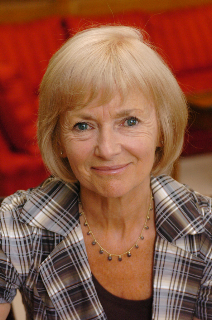
Glenys Kinnock

Glenys Elizabeth Kinnock, Baroness Kinnock of Holyhead, FRSA (geborene Glenys Elizabeth Parry, * 7. Juli 1944 in Roade, Northamptonshire; † 3. Dezember 2023 in London) war eine britische Politikerin (Labour Party).
Sie war von 1994 bis 2009 Abgeordnete des Europäischen Parlaments. Zuvor war sie vor allem als Ehefrau von Neil Kinnock, dem Vorsitzenden der Labour Party von 1983 bis 1992, bekannt. Mit ihm hatte sie zwei Kinder. Ihr Sohn Stephen ist mit der ehemaligen dänischen Ministerpräsidentin Helle Thorning-Schmidt verheiratet. Als Neil Kinnock 2005 als Baron Kinnock eine Life Peerage erhielt, durfte sie damit den Höflichkeitstitel „Baroness Kinnock“ tragen, welchen sie jedoch nicht benutzte. Als sie 2009 in das Kabinett eintrat, wurde sie selbst Trägerin einer Life Peerage. Sie und ihr Ehemann sind eines der wenigen Paare, die beide jeweils aus eigenem Recht Adelstitel, in diesem Fall die Life Peerages, tragen. Kinnock war Schattenministerin der Labour Party für den Bereich „Internationale Entwicklung“ (Department of International Development) im House of Lords (seit 2011).

## Leben und Karriere
Glenys Kinnock wurde in Roade, Northamptonshire geboren und besuchte die Holyhead High School in Anglesey. Sie graduierte 1965 an der Cardiff University in den Fächern Pädagogik (Education) und Geschichte (History). Von 1964 bis 1966 war sie Sekretärin der Socialist Society der Cardiff University. Von 1965 bis 1966 war sie Vorsitzende der National Union of Students in Cardiff.
Ihren zukünftigen Ehemann Neil Kinnock lernte sie an der Universität kennen und heiratete ihn 1967. Sie war von 1966 bis 1993 als Lehrerin an Sekundar- und Primarschulen sowie in Kindergärten tätig, unter anderem an der Wykeham Primary School in Neasden, London. Sie war Mitglied der Gewerkschaft GMB, der Co-operative Party und der National Union of Teachers (NUT). Sie sprach Walisisch.

## Mitgliedschaft im Europäischen Parlament
Kinnock vertrat im Europäischen Parlament von 1994 bis 1999 den Wahlkreis South East Wales und von 1999 bis 2009 den Wahlkreis Wales und war dort Mitglied der PES-Gruppe. Sie war außerdem Mitglied des Development and Co-operation Committee und Ersatzmitglied des Committee on Citizens’ Freedoms and Rights, Justice and Home Affairs. Sie war auch Co-Präsidentin der African, Caribbean and Pacific-EU Joint Parliamentary Assembly von 2002 bis 2009 und war Labour-Sprecherin für internationale Entwicklung im Europäischen Parlament.
Bei der 12. ACP-EU Joint Parliamentary Assembly, zu welcher im November 2006 von der Regierung von Barbados eingeladen wurde, um internationale Hilfe und Entwicklung zu diskutieren, führte sie den Co-Vorsitz. Für ihre Teilnahme an dieser Konferenz, die sich insbesondere mit den Themen Wasserknappheit, Entwicklungshilfe und Handelspolitik der EU befasste, wurde Kinnock in der Presse kritisiert. Die Parlamentarier waren während der Konferenz in internationalen Luxushotels mit zahlreichen Freizeitangeboten untergebracht.
2004 wurde ihr Name in Verbindung mit einem Spesenskandal gebracht. Der Europaabgeordnete Hans-Peter Martin gab an, dass 195 seiner Kollegen unberechtigterweise Tagegelder für die Teilnahme an Sitzungen des Europäischen Parlaments (European Parliament’s attendance allowance) kassiert hätten. Kinnock gehörte zu den Abgeordneten, die Martin dabei filmte, wie sie kurze Zeit, nachdem sie sich für den Tag anwesend gemeldet hatten, um sich die Tagespauschale in Höhe von £ 175 zu sichern, das Gebäude wieder verließen.
Im Januar 2009 erhielten Kinnock und ihr Mann Neil Kinnock eine persönliche Einladung von Joe Biden zur Amtseinführung von Barack Obama am 20. Januar 2009 im United States Capitol in Washington, D.C.

## Mitgliedschaft im House of Lords
Bei der Kabinettsumbildung von 2009 wurde Kinnock zur Staatsministerin für Europa ernannt, nachdem Caroline Flint zurückgetreten war. Da sie kein Unterhausmandat hatte, wurde sie am 30. Juni 2009 als Baroness Kinnock of Holyhead, of Holyhead in the County of Ynys Môn, zur Life Peeress ernannt, um ihr den Eintritt in die Regierung zu ermöglichen. Am selben Tag wurde sie von Lord Judd und Baroness Royall of Blaisdon offiziell ins House of Lords eingeführt. Ihre Antrittsrede hielt sie am selben Tag.
Von 2009 bis 2010 war sie Staatsministerin und Regierungssprecherin für das Foreign and Commonwealth Office. Dabei war sie 2009 Ministerin für Europa, 2009 bis 2010 Ministerin für Afrika und die UN. 2010 wurde sie Oppositionssprecherin für das Foreign and Commonwealth Office.
Als Schwerpunkte ihrer politischen Interessen nannte sie auf der Webseite des Oberhauses Entwicklungshilfe, Regionalpolitik, Genderfragen, Kinderrechte und Bildung. Als Staaten von Interesse nannte sie die Staaten Afrikas und der Karibik sowie Myanmar.
Im September 2009 führte der Daily Telegraph Kinnock auf einer Liste der einflussreichsten Linken des Vereinigten Königreichs an 38. Stelle.
Vom 12. Oktober 2009 bis 11. Mai 2010 war Kinnock nach dem Rücktritt von Mark Malloch Brown Staatsministerin für Afrika, die Karibik, Zentralamerika und die UNO. Kinnock war lange Zeit Aktivistin für Anliegen Afrikas und der Karibik und festigte ihren Ruf als Expertin für diese Regionen während ihrer Zeit als Mitglied des Europäischen Parlaments und als Co-Präsidentin der African, Caribbean and Pacific-EU Joint Parliamentary Assembly.

## Weitere Ämter und Ehrungen
Kinnock war Mitglied des Aufsichtsrates (Board) des European Council on Foreign Relations und des European Centre for Development Policy Management (ECDPM). Sie saß im Rat (Council) des Voluntary Service Overseas (VSO). Außerdem nahm sie Ämter als Schirmherrin (Patron), Präsidentin oder Vorstandsmitglied einer Reihe von Wohltätigkeitsorganisationen wahr, darunter Saferworld, Drop the Debt Campaign und Jubilee 2000, The Burma Campaign UK, International AIDS Vaccine Initiative und British Humanist Association. Sie war auch Schirmherrin (Patron) von Snap Cymru, einem walisischen Kinderhilfswerk.
Sie gründete am 21. Dezember 1989 die Wohltätigkeitsorganisation One World Action (zuvor The Bernt Carlsson Trust), die sich insbesondere für Frauenrechte in Afrika und Asien einsetzt. Genau ein Jahr zuvor war Bernt Carlsson, der UN-Kommissar für Namibia, beim Lockerbie-Anschlag ums Leben gekommen.
Sie war Präsidentin von Coleg Harlech, dem South East Wales Racial Equality Council, der St David’s Foundation, UK National Breast Cancer Coalition Wales, Community Enterprise Wales und Charter Housing. Kinnock war Schirmherrin von Welsh Woman of the Year, Crusaid, Elizabeth Hardie Ferguson Trust, Medical Foundation for Victims of Torture und der National Deaf Children’s Society. Sie war Aufsichtsratsmitglied des World Parliamentarian Magazine und des Research Network on Children and Armed Conflict.
Kinnock war Fellow der Royal Society of Arts, Honorary Fellow der University of Wales, Newport und der Bangor University. Sie war Trägerin von Ehrendoktorwürden der Thames Valley University, der Brunel University und der Kingston University.
Kinnock war Präsidentin des Welsh Council of Voluntary Associations und Vizepräsidentin der UK Women of the Year Lunch and Assembly. Sie war Mitglied des Aufsichtsrates (Board Member) des European Centre for Development Policy Management.

## Veröffentlichungen
- mit Joan Lester und Joan Ruddock: Voices for One World. Fontana, 1987, ISBN 0-00-637247-3.
- Eritrea – images of war and peace. Chatto & Windus, 1990, ISBN 0-7011-3467-4.
- Namibia – birth of a nation. Quartet Books, 1990, ISBN 0-7043-0120-2.
- mit Fiona Millar: By Faith and Daring. Virago Press, 1993, ISBN 1-85381-632-9.
- Zimbabwe on the brink. (PDF; 56 kB), Centurion Press, London 2003.